# Deutsche Flugsicherung
Deutsche Flugsicherung, operující též pod zkratkou DFS, je německá, státem vlastněná společnost pověřená řízením letového provozu nad Německem. DFS byla založena roku 1993, kdy nahradila dosavadní státní agenturu Bundesanstalt für Flugsicherung (BFS). Od ledna 1993 společnost kontroluje vzdušný provoz nad Německem, od roku 1994 pak řídí jak civilní tak vojenský provoz, a to s výjimkou válečného stavu a oblastí okolo vojenských leteckých základen.

## Provozní náklady
Provoz společnosti je hrazen skrz poplatky vybírané organizací Eurocontrol a poplatky za odlety a přílety na určenými německou vládou.
Součástí zakládající listiny DFS je konstatování, že účelem společnosti není vytvářet zisk.

## Oblastní centra řízení
DFS provozuje celkem tři oblastní centra řízení, a to v Brémách, Mnichově a v Langenu, který je také sídlem společnosti. Mimo to provozuje DFS také řídící centrum pro vyšší hladiny v Karlsruhe. Na území Německa zasahuje také řídící centrum pro vyšší hladiny v Maastrichtu, které však neřídí DFS ale přímo Eurocontrol.
V minulosti provozovala DFS také centra ACC Berlin-Schoenefeld a ACC/UAC Mnichov. Zatímco centrum Berlín-Schoenefeld bylo v roce 2012 kompletně zrušeno, centrum v Mnichově bylo změněno pouze na ACC.

## Řídící věže
DFS v současnosti provozuje řídící věže v následujících místech:
- Letiště Berlín-Braniborsko
- Letiště Brémy
- Letiště Drážďany
- Letiště Düsseldorf
- Letiště Erfurt-Výmar
- Letiště Frankfurt nad Mohanem
- Letiště Hamburk
- Letiště Hannover
- Letiště Kolín/Bonn
- Letiště Lipsko/Halle
- Letiště Mnichov
- Mezinárodní letiště Münster-Osnabrück
- Letiště Norimberk
- Letiště Saarbrücken
- Letiště Stuttgart

V minulosti provozovala DFS také řídící věže na letišti Berlín-Tegel (uzavřeno roku 2020) a letišti Berlín-Tempelhof (uzavřeno roku 2008).
Skrze dceřino společnost DAS (DFS Aviation Services) provozuje DFS také řídící věže na některých regionálních letištích, konkrétně:
- Letiště Dortmund
- Letiště Padeborn-Lippstadt
- Letiště Frankfurt-Hahn
- Letiště Friedrichshafen
- Letiště Altenburg-Nobitz
- Letiště Karlsruhe/Baden-Baden
- Letiště Magdeburg-Cochstedt
- Letiště Memmingen
- Mezinárodní letiště Parchim
- Letiště Mönchengladbach
- Letiště Weeze

Skrze další dceřinou společnost, Air Navigation Solution Ltd, provozuje DFS také řídící věže na letišti London Gatwick a letišti Edinburgh.